# A loud sweet song
A loud sweet song er en musikvideo, der er instrueret af Ane Mette Ruge efter eget manuskript.

## Handling
»A Loud Sweet Song« er en videoopera, der er bygget op over autentiske, lyriske transskriptioner af fuglenes sang på forskellige sprog. Musikken for gamba og tenor skiftevis dominerer og akkompagnerer billedsiden, som har skarpe kontraster mellem det dvælende og det flaksende, naturbeskrivelsen og det abstrakte. Musikken til begge videoer er af Jan Goorissen.